# Heleta
Heleta  (en francès i oficialment Hélette), és una comuna de la Nafarroa Beherea (Baixa Navarra), un dels set territoris que formen el País Basc, al departament dels Pirineus Atlàntics i a la regió de la Nova Aquitània. Limita amb les comunes d'Aiherra al nord, Lekorne al nord-oest, Armendaritze i Donostiri a l'est, Iholdi al sud-est i Irisarri al sud.

## Demografia
| 1901 | 1962 | 1968 | 1975 | 1982 | 1990 | 1999 |
| --- | ---- | ---- | ---- | ---- | ---- | ---- |
| 871 | 672  | 660  | 624  | 573  | 588  | 619  |
| A partir de 1962, el cens té en compte la població resident definida com a "Population sans doubles comptes" per l'INSEE |      |      |      |      |      |      |

### Patrimoni
- Església d'Heleta, barroca del segle xvii.
- Nombroses esteles amb el lauburu

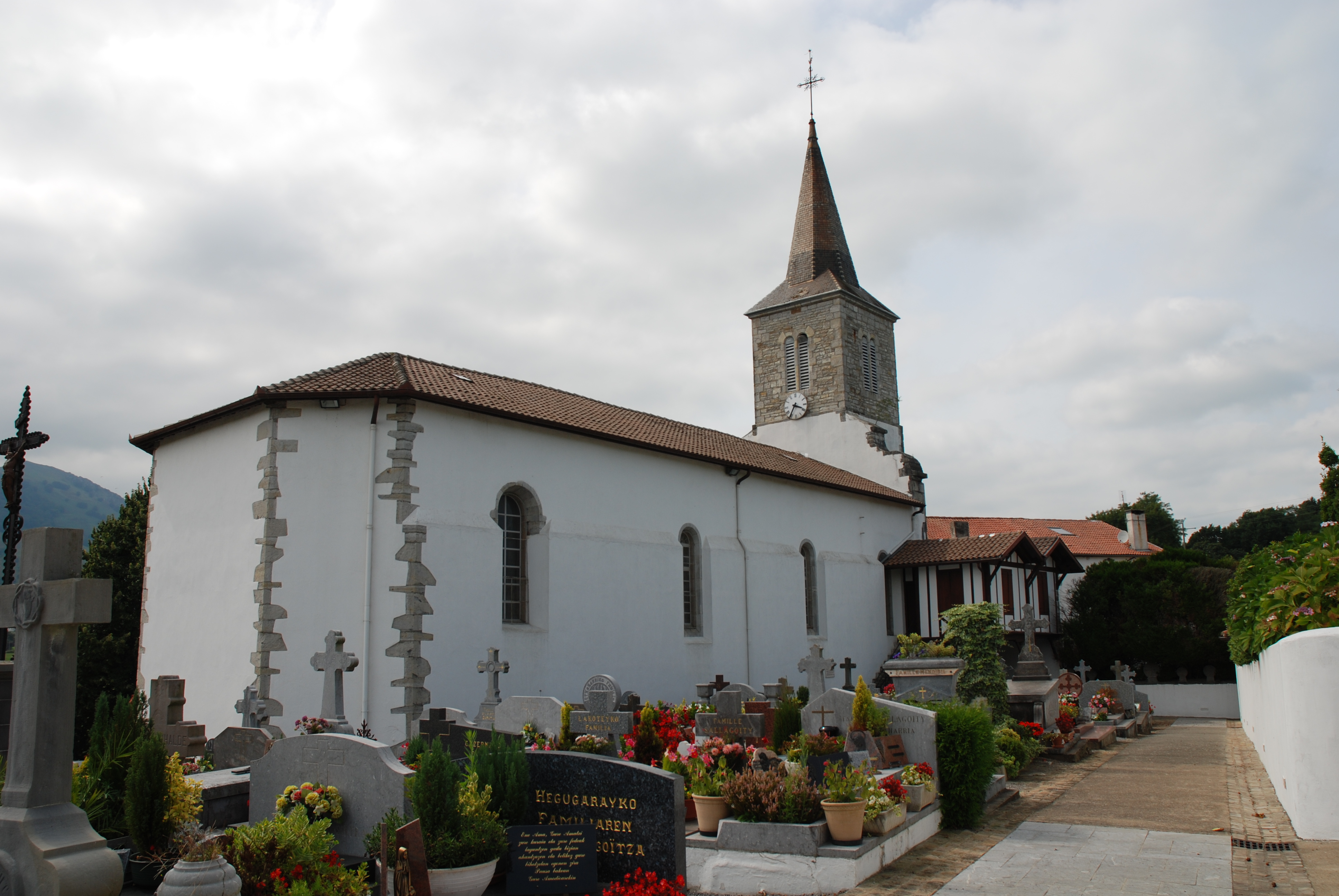
Església de Sainte Marie
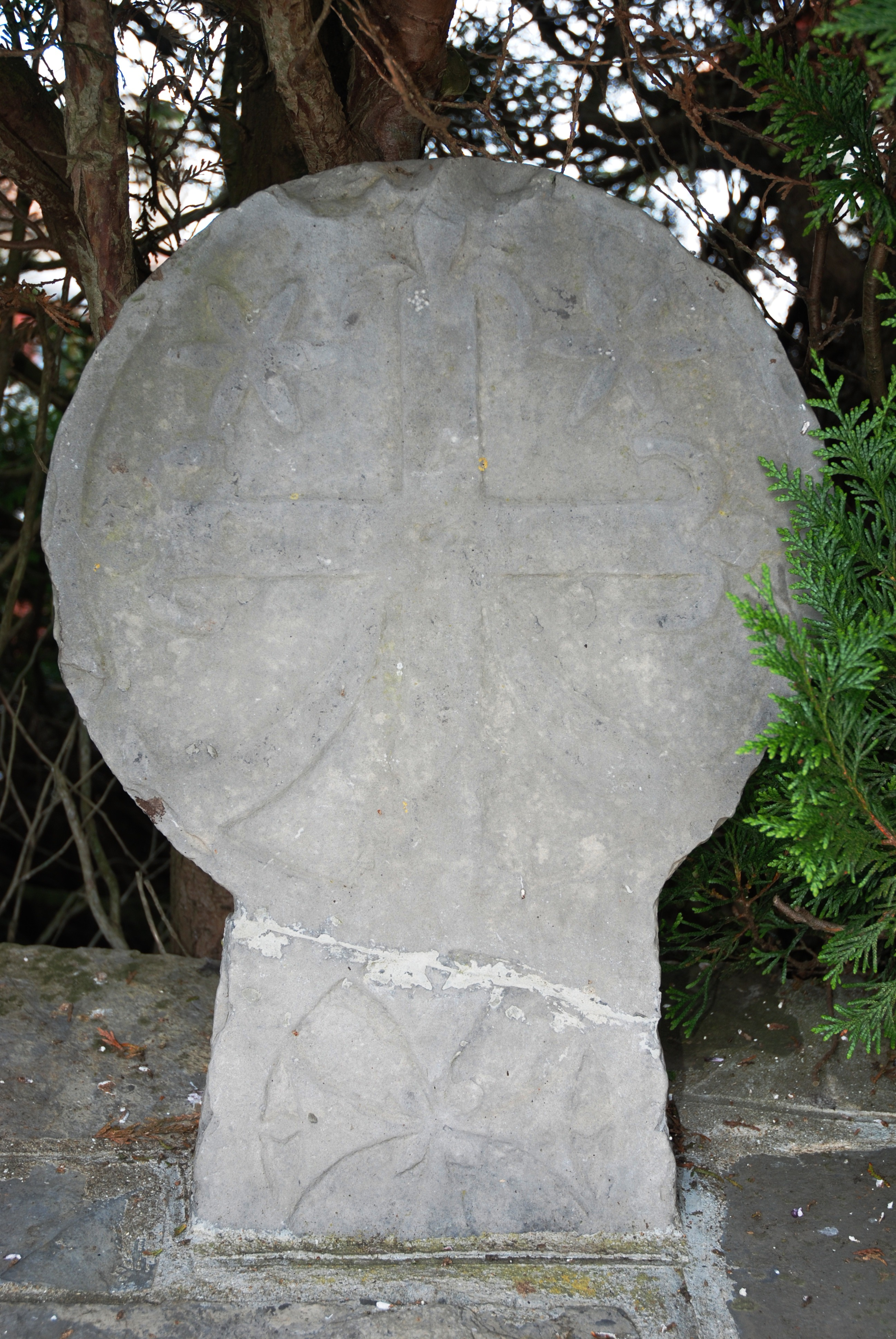
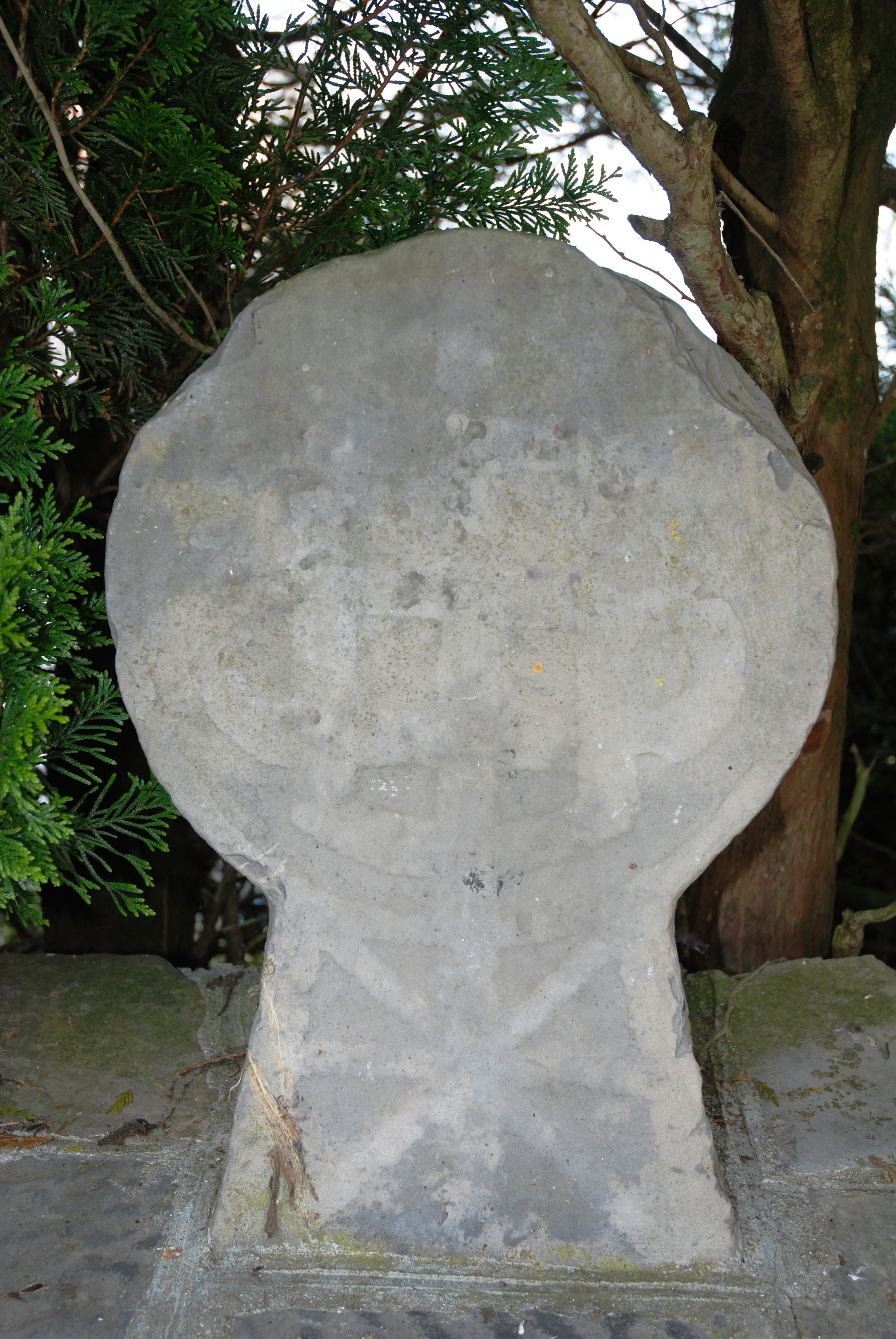
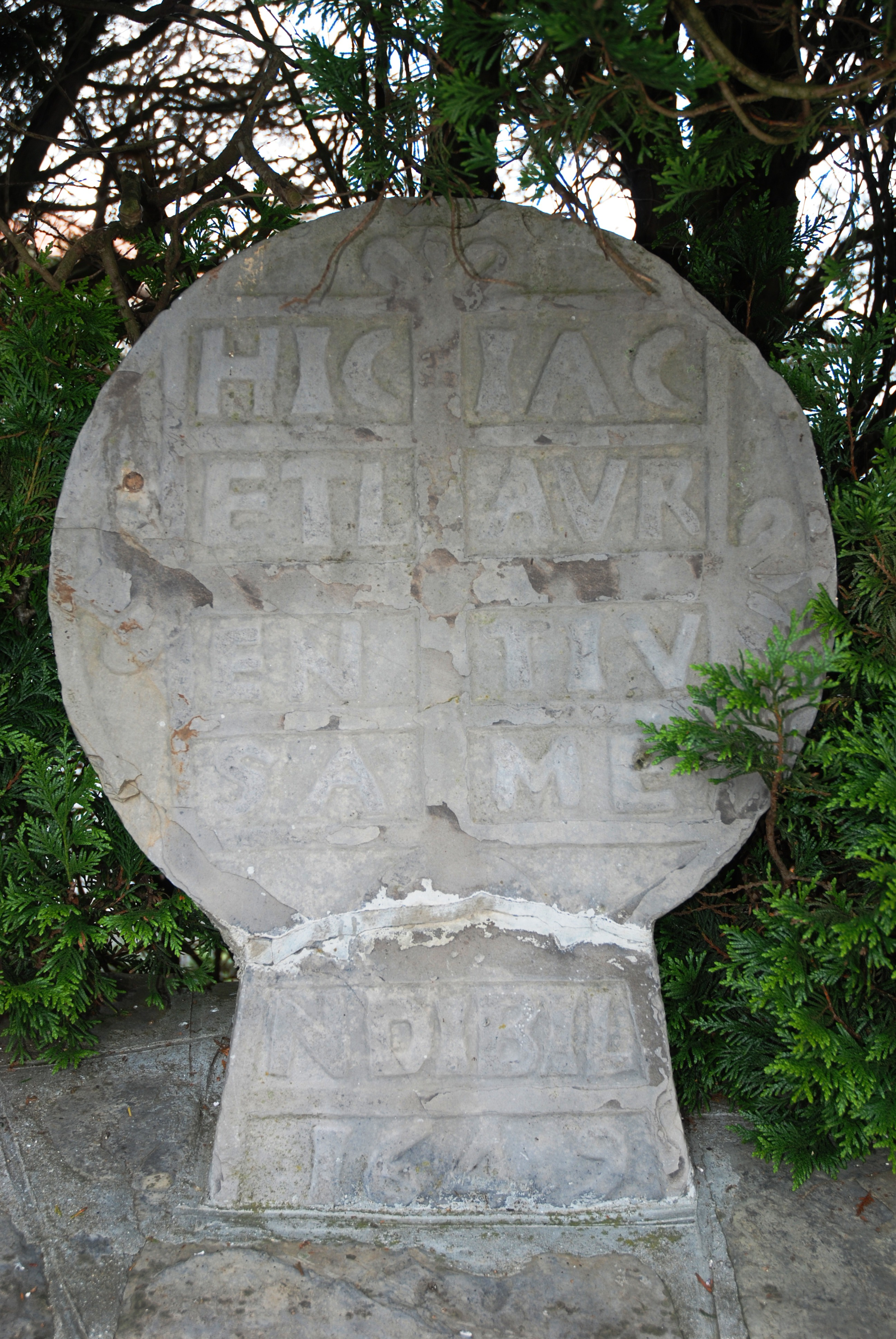
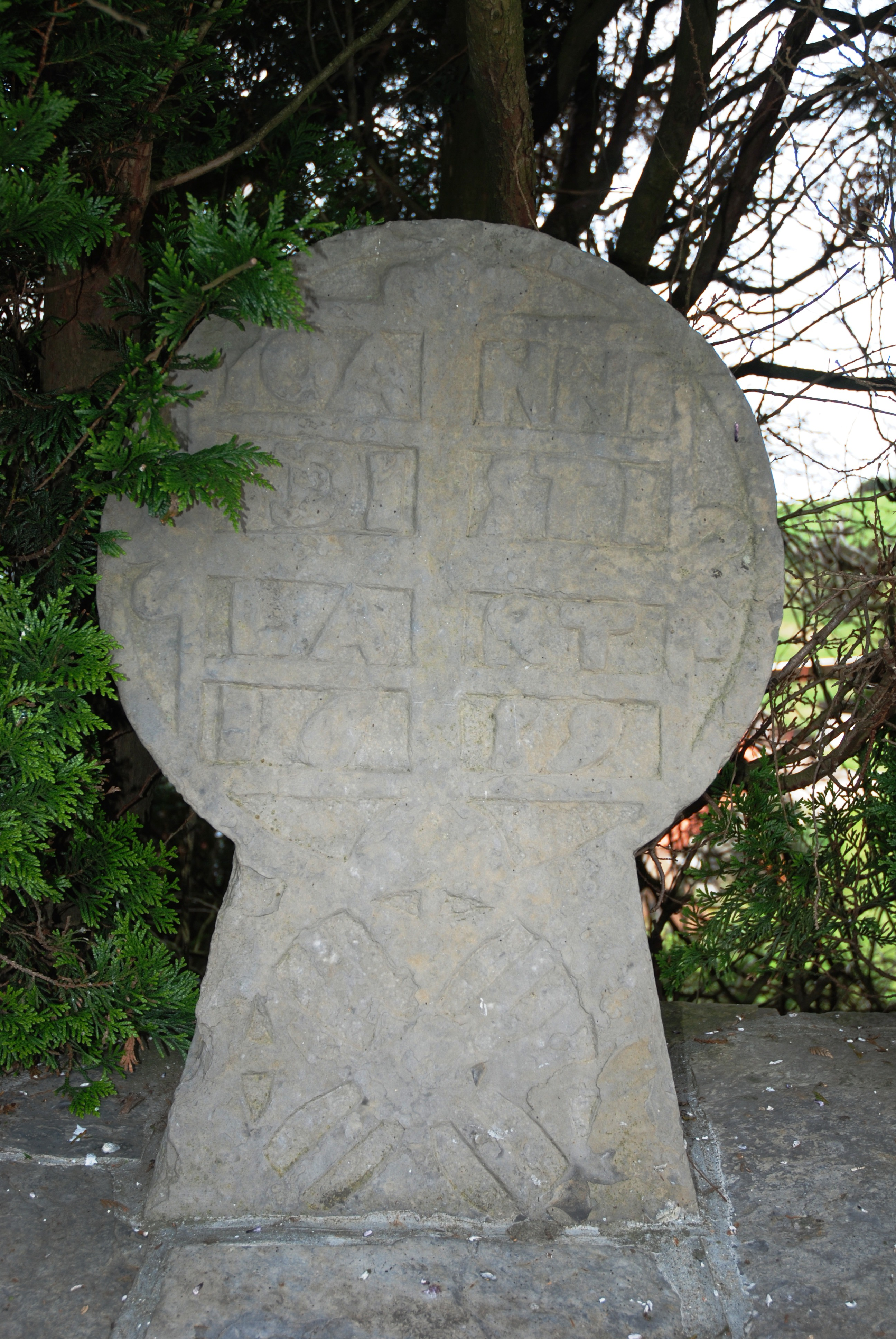
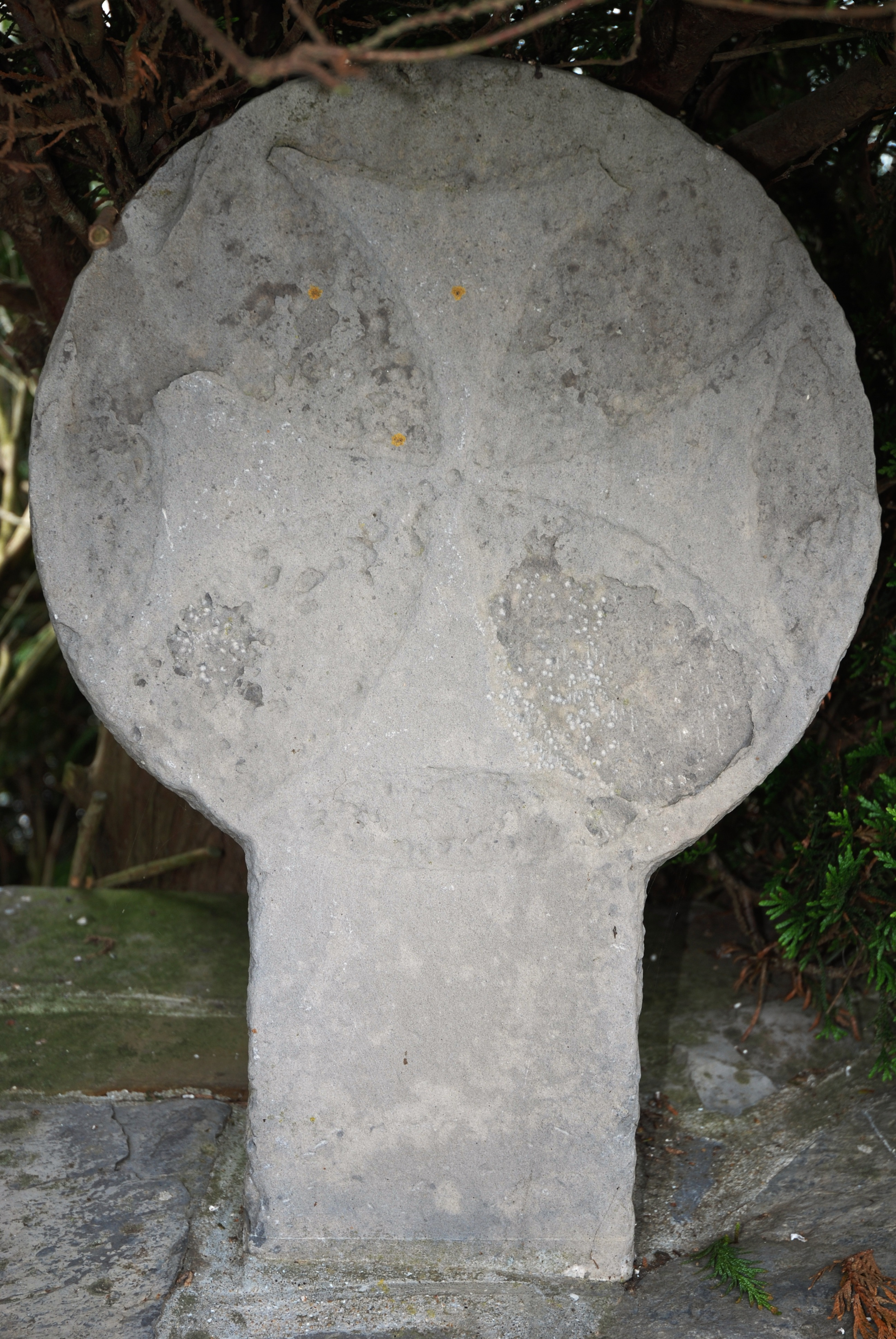
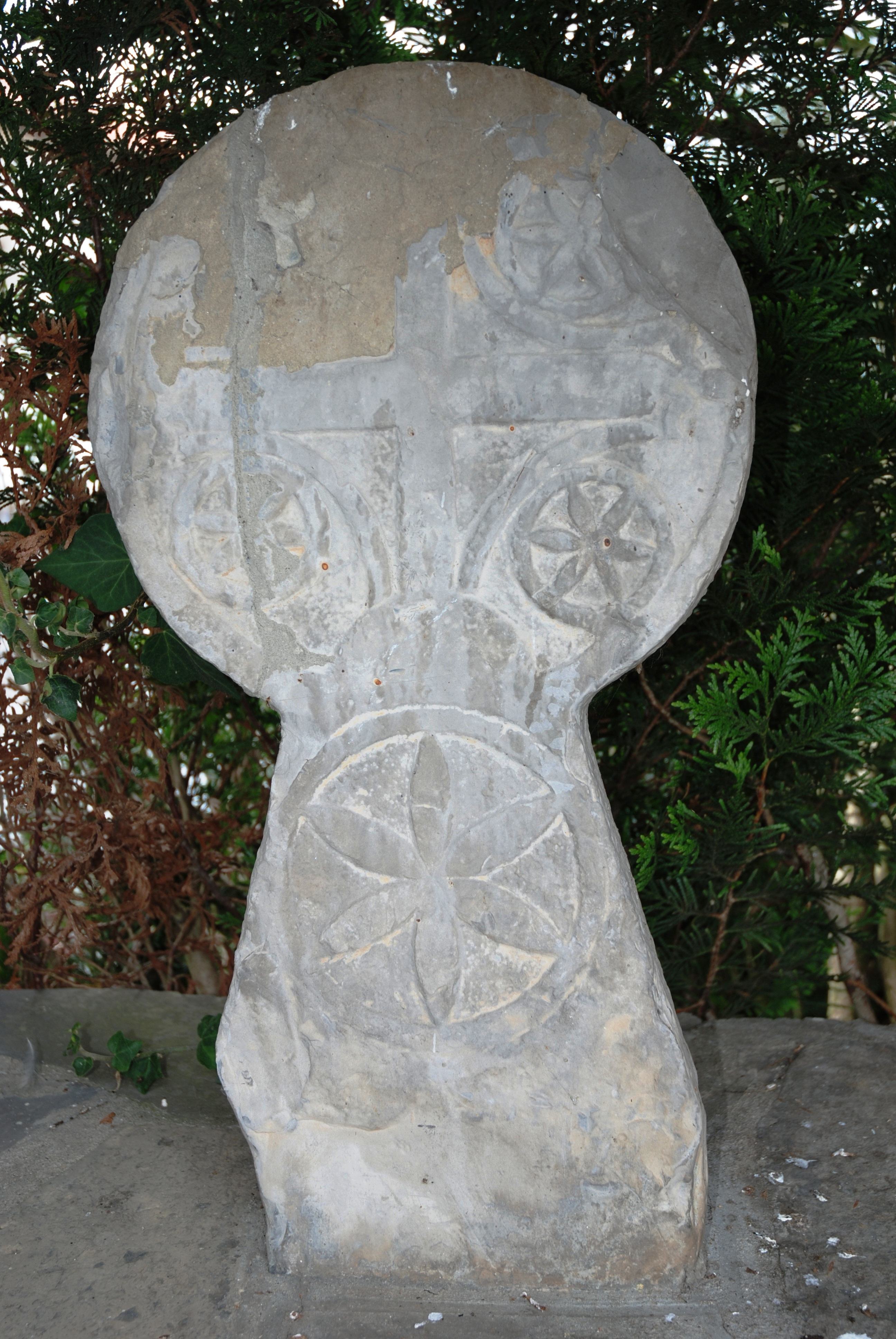
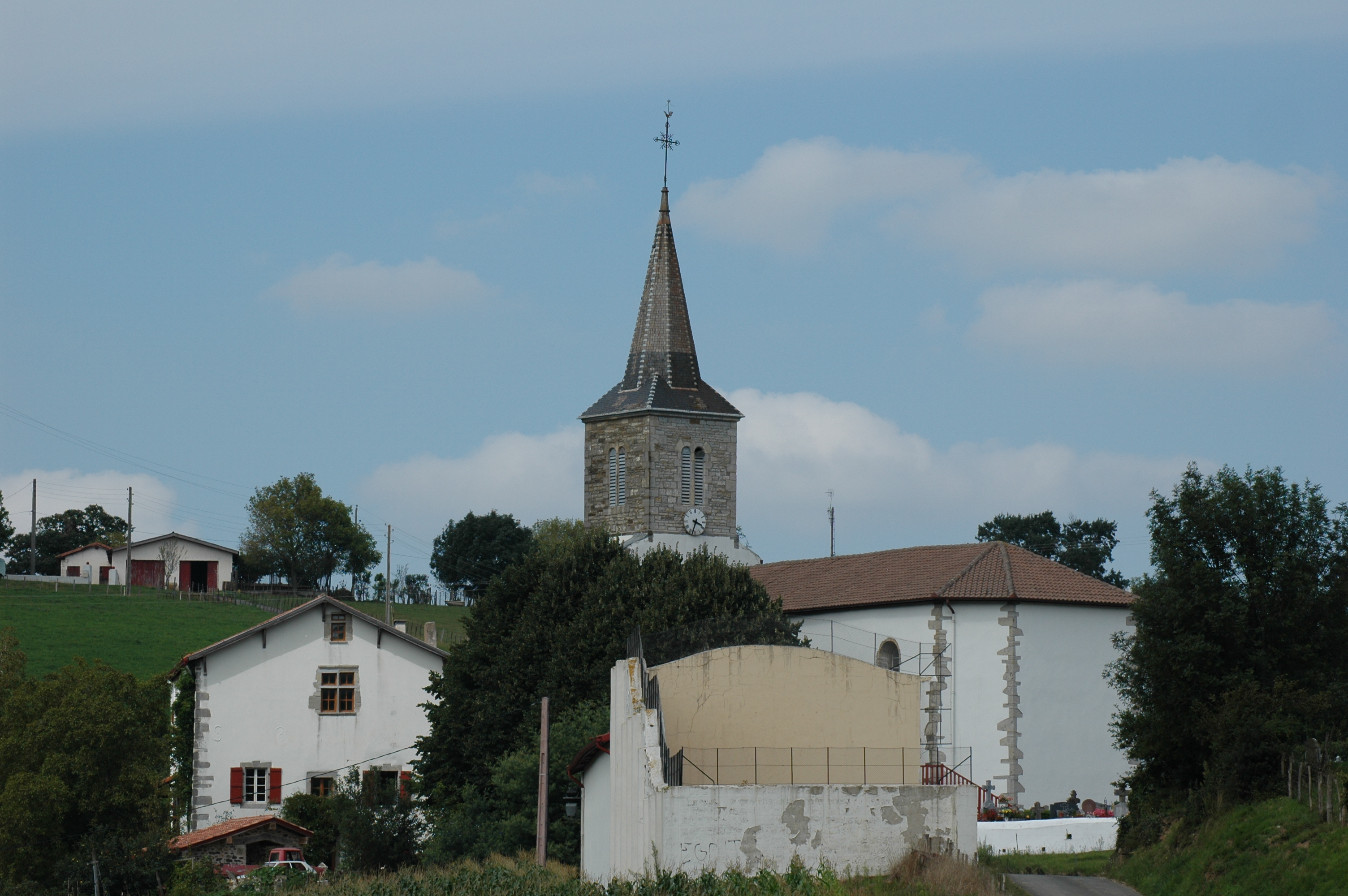
Frontó.
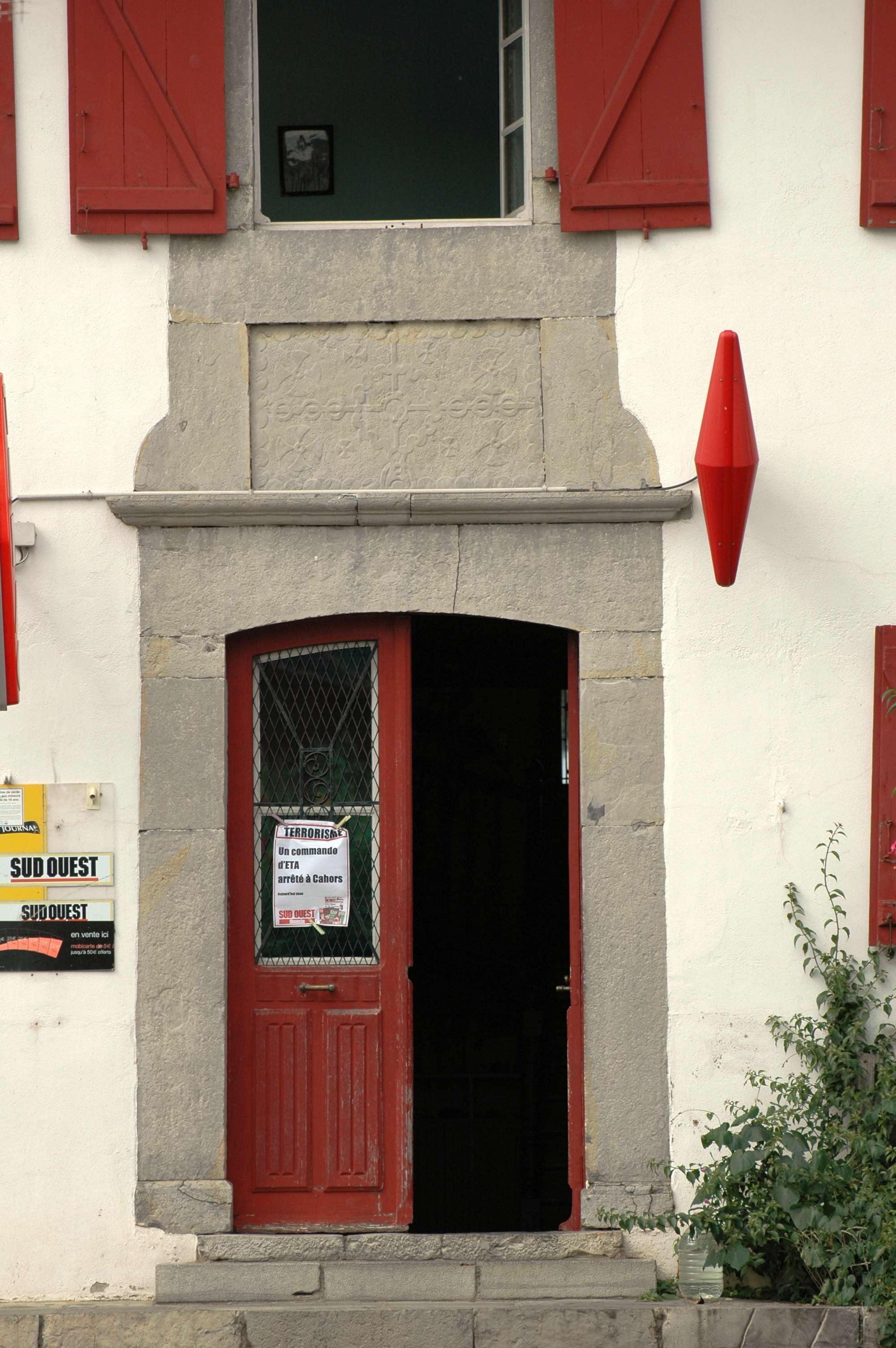
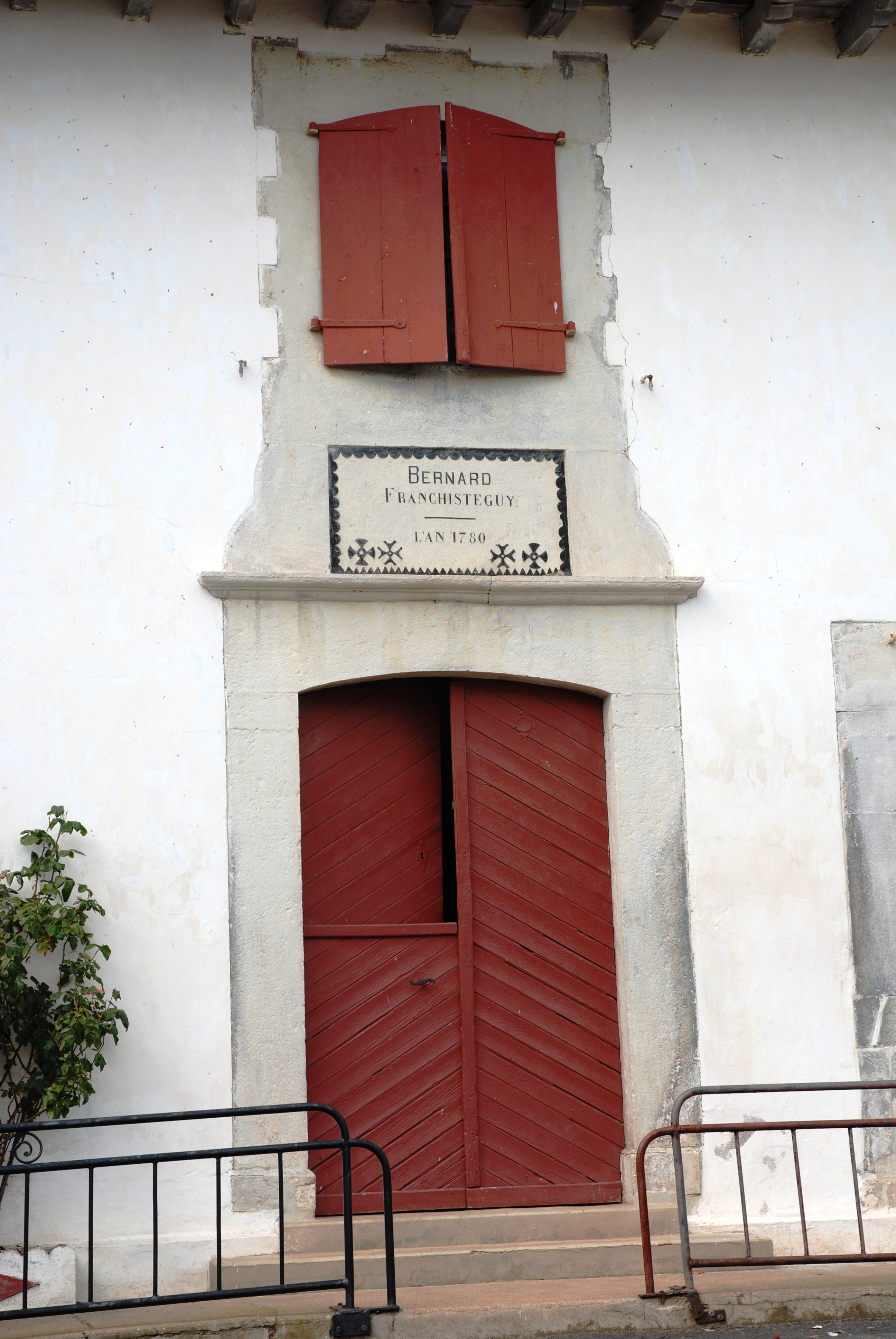
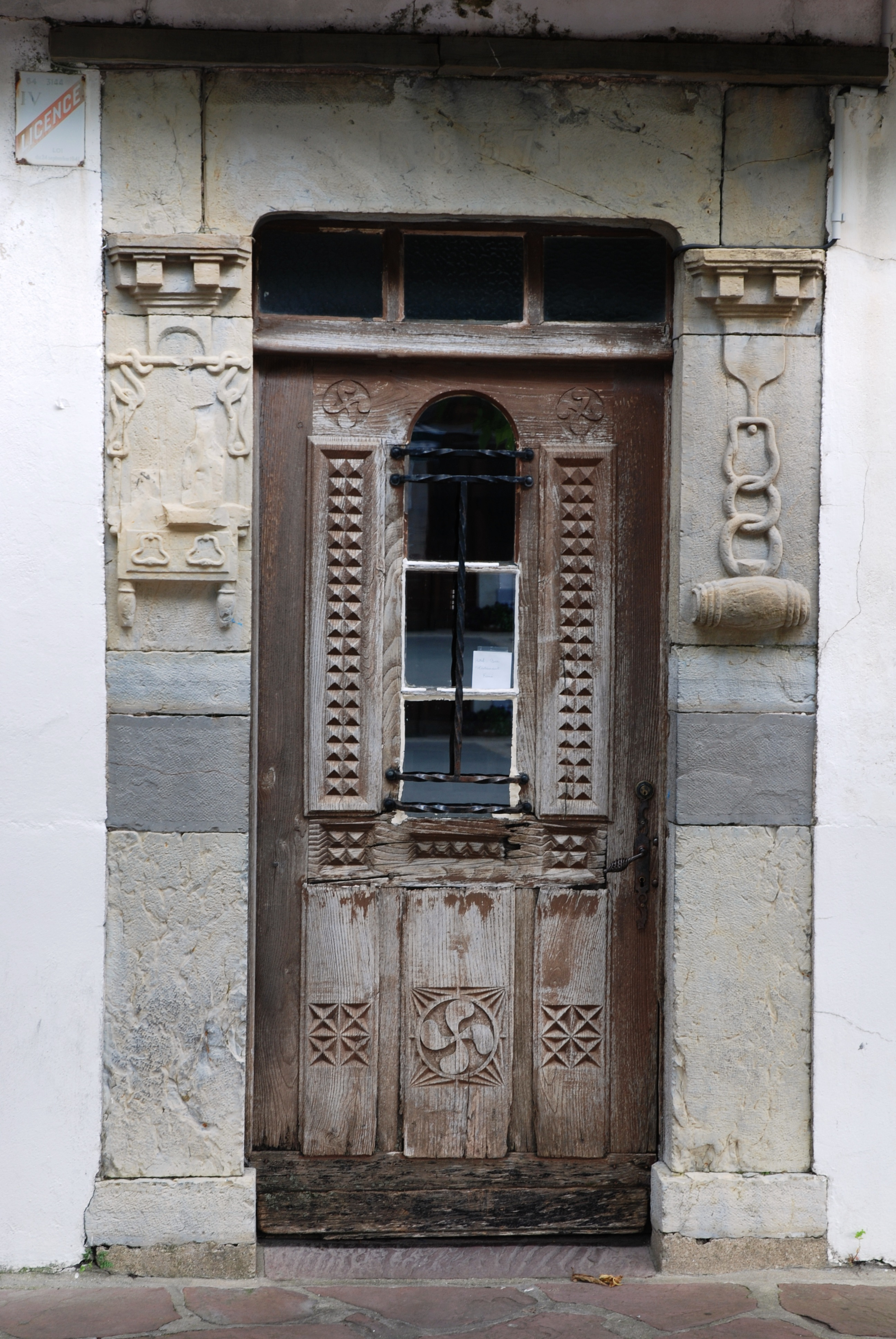